# Hans-Rolf Tränkler

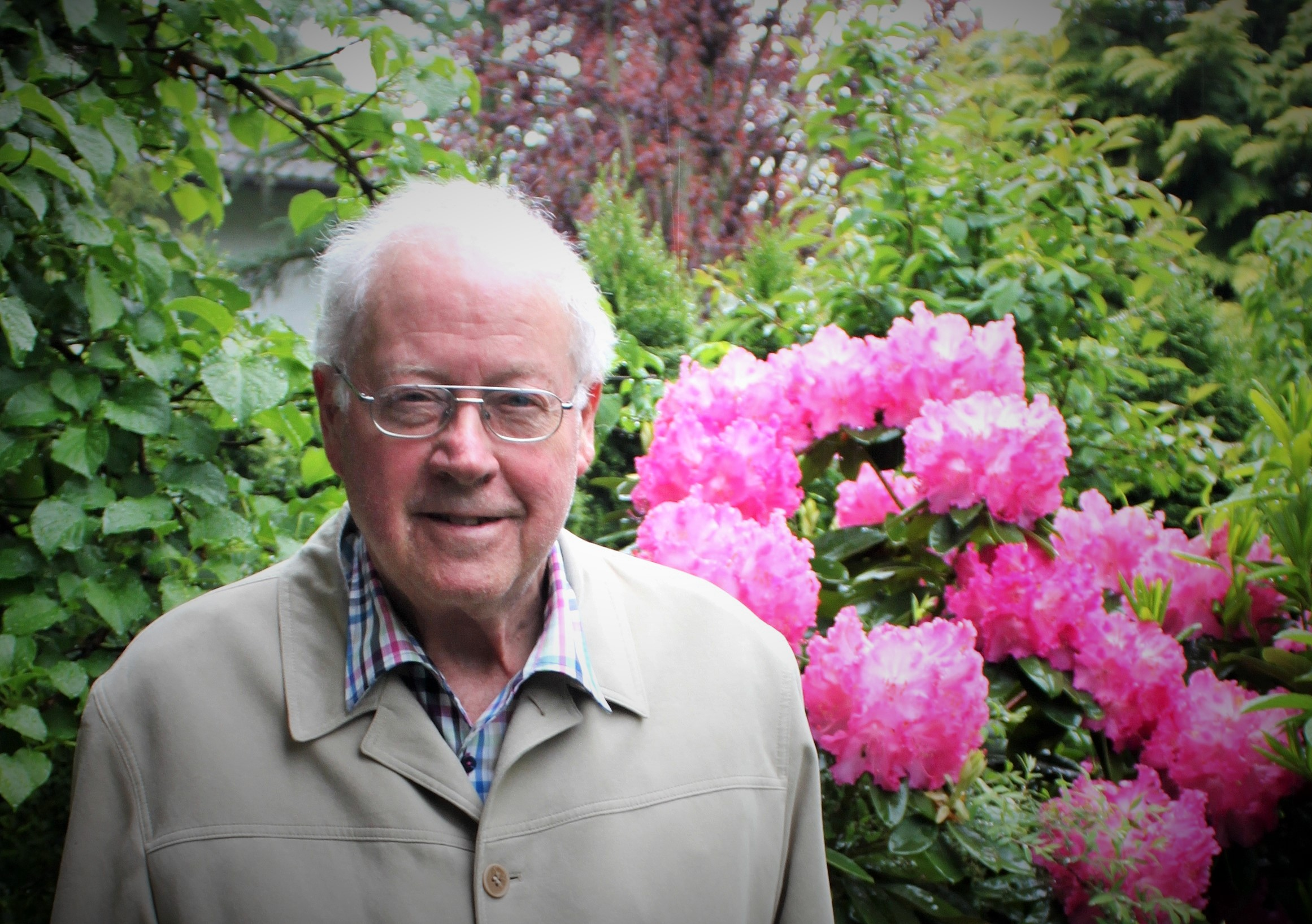
Hans-Rolf Tränkler (2015)

Hans-Rolf Tränkler (* 26. Juli 1941 in München) ist ein deutscher Ingenieur und Professor für Messtechnik und Sensorik. Er gehört zu den maßgeblichen Professoren, die das Fach Messtechnik und Sensorik in Lehre und Forschung geprägt haben.

## Leben
Hans-Rolf Tränkler wurde 1941 in München geboren. Sein Vater war Maschinenbauingenieur. Nach dem Abitur an der Maria-Theresia-Oberrealschule München studierte er ab 1960 Elektrotechnik an der Technischen Hochschule München, jetzt Technische Universität München (TUM). Während des Studiums arbeitete er als Praktikant bei den Firmen Siemens AG und International Instruments Inc. in Orange (Connecticut), USA.
Nach dem Diplom im Jahre 1965 war er Wissenschaftlicher Assistent und Akademischer Oberrat am Institut für Mess- und Regelungstechnik der TUM. 1969 promovierte er bei Ludwig Merz mit dem Thema „Erhöhung der Übertragungsgenauigkeit stark schwankender Messwerte durch einen Messkanal mit digitaler Logarithmierung“.
Im Jahre 1974 erhielt Tränkler einen Ruf auf die Stelle eines Wissenschaftlichen Rates und Professors für Messtechnik an der Universität Dortmund und wechselte 1977 als Professor für Mess- und Regelungstechnik an die TUM. 1980 erhielt er dann den Lehrstuhl für Elektrische Messtechnik an der Universität der Bundeswehr München (UniBwM). Trotz weiterer ehrenvoller Rufe an die Universität der Bundeswehr Hamburg (1982) und an die Technische Universität Berlin (1985) arbeitete Tränkler an der UniBwM bis zu seiner Versetzung in den Ruhestand im Jahre 2006.
Tränkler ist verheiratet mit Sabine Tränkler und hat zwei Söhne.

## Tätigkeit in Lehre und Forschung
Das Fach Messtechnik und Sensorik ist an den Universitäten der Bundeswehr ein Pflichtfach für alle Studierenden der Elektrotechnik. Tränkler vertrat es in Vorlesungen, Übungen, Praktika und Seminaren.
Obwohl die Studierenden der Bundeswehr nach dem Diplom- oder Masterabschluss zunächst die Universität verlassen, um ihrer Offizierstätigkeit nachzukommen, konnte Tränkler insgesamt 33 Ingenieure aus anderen Universitäten des In- und Auslandes zur Promotion (Dr.-Ing.) führen. Diese Promovierten sind an Universitäten, Hochschulen und in der Industrie in verantwortungsvollen Positionen tätig.
In seinen Forschungsarbeiten, die in der Regel zusammen mit Doktoranden durchgeführt wurden, befasste sich Tränkler im Einzelnen mit folgenden Themen:
- Frequenzanaloge Sensorik[1]
- Digitale und digitalfreundliche Messtechnik[2]
- Kennlinienkorrektur eines induktiven Planarsensors[3]
- Hysteresekorrektur von Sensorsignalen[4]
- Selektivitätsgewinn durch Signalverarbeitung an Gas-Multisensor-Systemen[5]
- Impedanzspektroskopische Auswertung von Sensorsignalen[6]
- Kalibrationsfreie Temperaturmessung mit p-n-Übergängen[7]
- Intelligente Hausinstrumentierung[8]
- Kohlendioxid-Sensorik zur Lüftungssteuerung von Gebäuden[9]
- Bodenfeuchtemessung mittels Impedanzspektroskopie[10]
- Impedanzspektroskopie zur Batterie-Diagnose[11][12]
- Modellierung und Simulation der Stromdichteverteilung im menschlichen Körper.[13][14]

Tränkler führte im Taschenbuch der Messtechnik erstmals ein Fehlermodell ein, das Nullpunkts-, Steigungs-, Linearitäts- und Hysteresefehler additiv zum Gesamtfehler verknüpft.
Nach der Versetzung von der UniBwM in den Ruhestand im Jahre 2006 übernahm Tränkler ab 2007 die Funktion des Sprechers des Forschungsbereichs Mikrosystemtechnik und Sensorik des Instituts für Technik intelligenter Systeme (ITIS) e.V., das als An-Institut der Universität der Bundeswehr München gegründet wurde. Seit 2014 ist Tränkler auch Inhaber des Unternehmens „Wissenschaftliche Systemstudien Tränkler“ und führt an beiden Einrichtungen seine Forschungsarbeiten weiter.

## Zusammenarbeit mit ausländischen Universitäten
Tränkler hat einen weltoffenen Charakter und bemühte sich sehr um die Zusammenarbeit mit ausländischen Universitäten. Nach Rückkehr der bei ihm Promovierten in deren Heimatländer wurden die Verbindungen vertieft weitergeführt.
In Tunesien, in Zusammenarbeit mit der Universität in Sfax, initiierte er im Jahre 2001 die „Tunisian-German Conference Smart Systems and Devices“. Diese Konferenz wird seit 2007 in einem einjährigen Zyklus als „International Multi-Conference on Systems, Signals and Devices“ weitergeführt. Aufgrund seines Einsatzes wurde Tränkler im Jahre 2006 von der Universität Sfax zum Ehrenprofessor (Prof. h. c.) ernannt.
In Indonesien startete Tränkler 2001 die „Indonesian-German Conference Instrumentation, Measurements and Communication for the Future“ am Institute of Technology in Bandung (ITB). Diese Konferenz findet seitdem alle zwei Jahre statt. Seit 2009 gehört auch Biomedical Engineering zum Thema dieser Veranstaltung.
In Russland initiierte Tränkler, zusammen mit seinem Professorenkollegen Gutnikov im Jahre 2002 die „International Conference Sensors and Systems“ in St. Petersburg.
An der Peter the Great St. Petersburg Polytechnic University gehen seit 2002 die dortigen Workshops on „Distributed Intelligent Systems and Technologies“ unter der Leitung des dortigen Professors Shkodyrev auf eine Anregung von Tränkler zurück.
Gemeinsam mit den Professoren Elmar Schrüfer und Friedrich Schneider von der Technischen Universität München hat Tränkler das Stipendienprogramm Ost eingerichtet. Im Rahmen dieses Programms konnten Diplomanden osteuropäischer Universitäten sechs Monate in den Labors der Münchner Universitäten ihre Diplomarbeiten ausführen. Finanziert wurde dieses Programm nicht von staatlicher Seite, sondern von eingeworbenen Drittmitteln. Mehr als 70 Studierende haben bis 2004 an diesem Programm teilgenommen. Ein Teil von ihnen hat dann später noch an der TU München und der Universität der Bundeswehr München promoviert.

## Mitarbeit in Gremien
Tränkler war Initiator und Gründungsmitglied des Arbeitskreises der Hochschullehrer für Messtechnik (AHMT). Zusätzlich zu seiner Lehr- und Forschungstätigkeit hat er zahlreiche Funktionen innerhalb und außerhalb der Universität übernommen. Die wichtigsten sind nachfolgend aufgeführt:
- 1989/90 Dekan der Fakultät Elektrotechnik
- 1991/92 Mitglied im Senat der UniBwM und Prodekan der Fakultät für Elektrotechnik
- 1993 Gründungsvorsitzender des Instituts für Technik intelligenter Systeme e.V. (ITIS)
- 1995/96 Vizepräsident der UniBwM
- 1995 Vorsitzender des Kongressbeirats SENSOR `95
- 1997–2001 Vorsitzender des Wissenschaftsrats des AMA Fachverband für Sensorik
- 1999–2002 Verantwortlicher Sprecher des Großprojekts „Intelligente Hausinstrumentierung (IWO-BAY)“, gefördert durch die Bayerische Forschungsstiftung
- 2000–2003 Fachgutachter der Deutschen Forschungsgemeinschaft (DFG) für Messtechnik
- 2004 Mitbearbeiter des Konzepts „Energieautarke Mikrosysteme“ für einen Förderschwerpunkt des BMBF auf Initiative der VDE/VDI-Gesellschaft für Mikroelektronik, Mikrotechnik und Feinwerktechnik (GMM)

## Veröffentlichungen (Auswahl)
- Ein linearer harmonischer Messoszillator. In: Elektrotechnische Zeitschrift. (ETZ) – B, 25, 9, Mai 1973, S. 220–222.
- Die Technik des digitalen Messens. R. Oldenbourg Verlag, München/Wien 1976, ISBN 3-486-20171-9.
- Messtechnik. In: Hütte, Grundlagen der Ingenieurwissenschaften. 34. Auflage. Springer-Verlag, Berlin 2012.
- Taschenbuch der Messtechnik mit Schwerpunkt Sensortechnik. 4. Auflage. R. Oldenbourg Verlag, München/Wien 1996, ISBN 3-486-23670-9.
- H.-R. Tränkler, E. Obermeier (Hrsg.): Sensortechnik. Handbuch für Praxis und Wissenschaft. Springer-Verlag, Berlin u. a. 1998, ISBN 3-540-58640-7.
- T. Doll, I. Eisele, H.-R. Tränkler: Intelligentes Gas-Multisensorsystem. Geronimo-Verlag, Rosenheim 1998.
- T. Flaschke, H.-R. Tränkler: Potential der Impedanz-Sensorik am Beispiel der Bodenfeuchtemessung. In: Technisches Messen. tm, 66, 4, 1999, S. 146–150, Oldenbourg Verlag München.
- O. Kanoun, H.-R. Tränkler: Kalibrationsfreie Temperaturmessung durch Parameterextraktion aus der Strom-Spannungs-Kennlinie von pn-Übergängen. In: Technisches Messen. tm, 67, 4, 2000, S. 171–176, Oldenbourg Verlag München.
- H.-R. Tränkler, F. Schneider: Das Intelligente Haus. (= Messen und Automatisieren). Richard Pflaum Verlag, Münchenu. a. 2001, ISBN 3-7905-0794-6.
- M. Gürtner, M. Horn, D. Paelczak, F. Schneider, H.-R. Tränkler, O. Zhelondz: Abschlussbericht zum Projekt „Entwicklung von CO2 Sensoren für den privaten Lebensbereich“. Gefördert durch die Deutsche Bundesstiftung Umwelt, AZ 17204, 2003.
- O. Kanoun, A. Tetyuev, H.-R. Tränkler: Bodenfeuchtemessung mittels Impedanzspektroskopie (Soil Moisture Measurement with Impedance Spectroscopy). In: tm – Technisches Messen, 71, 9, 2004, S. 475–485, Oldenbourg Wissenschaftsverlag GmbH, München.
- U. Tröltzsch, O. Kanoun, H.-R. Tränkler: Batterietestverfahren zur Diagnose von Gerätebatterien mit Impedanzspektrometrie. In: Technisches Messen. tm, 71, 9, 2004, S. 509–518, Oldenbourg Verlag München.
- O. Kanoun, U. Tröltzsch, H.-R. Tränkler: Benefits of Evolutionary Strategy in Modeling of Impedance Spectra. In: Electrochimica Acta. 51, 2006, S. 1453–1461, Elsevier.
- A. Tetyuev, O. Kanoun, H.-R. Tränkler: Soil type characterization for moisture measurement by impedance spectroscopy. In: Proc. IEEE Instrumentation and Measurement Technology Conference IMTC 2006. Sorrento 2006, S. 735–740.
- Y. Aronshtam, H.-R. Tränkler: Computer Modelling and Simulation of the Current Density Distribution in the Human Body. In: Technisches Messen. tm, 78, 7–8, 2011, S. 365–369, Oldenbourg Wissenschaftsverlag München.
- H.-R. Tränkler, L. Reindl (Hrsg.): Sensortechnik. Handbuch für Praxis und Wissenschaft. 2. Auflage. Springer Verlag, Berlin 2012, ISBN 978-3-642-29941-4.
- S. N. Kunz, Y. Aronshtam, H.-R. Tränkler, S. Kraus, M. Graw, O. Peschel: Cardiac Changes Due to Electronic Control Devices? A Computer-Based Analysis of Electrical Effects at the Human Heart Caused by an ECD Pulse Applied to the Body´s Exterior. In: Journal of Forensic Sciences. Mai/Juni 2014.
- H.-R. Tränkler, G. Fischerauer: Messtechnik. In: Das Ingenieurwissen. Springer Vieweg, Berlin 2014, ISBN 978-3-662-44029-2.